# Chaetolopha synclinogramma
Chaetolopha synclinogramma är en fjärilsart som beskrevs av Louis Beethoven Prout 1916. Chaetolopha synclinogramma ingår i släktet Chaetolopha och familjen mätare. Inga underarter finns listade i Catalogue of Life.